# Florian Klein
Florian Klein (nascut el 17 de novembre de 1986 a Linz, Àustria) és un futbolista austríac que juga al VfB Stuttgart de la Bundesliga d'Alemanya.

## Clubs
| Club              | País     | Any       |
| ----------------- | -------- | --------- |
| LASK Linz         | Àustria  | 2004-2009 |
| FK Àustria Viena  | Àustria  | 2009-2012 |
| Red Bull Salzburg | Àustria  | 2012-2014 |
| VfB Stuttgart     | Alemanya | 2014-     |

## Palmarès
| Títol          | Club              | País    | Any     |
| -------------- | ----------------- | ------- | ------- |
| Bundesliga     | Red Bull Salzburg | Àustria | 2013/14 |
| Copa d'Àustria | Red Bull Salzburg | Àustria | 2013/14 |